# Triumph TSS
La Triumph TSS è una motocicletta prodotta dalla casa motociclistica inglese Triumph dal 1982 al 1983.

## Storia e descrizione

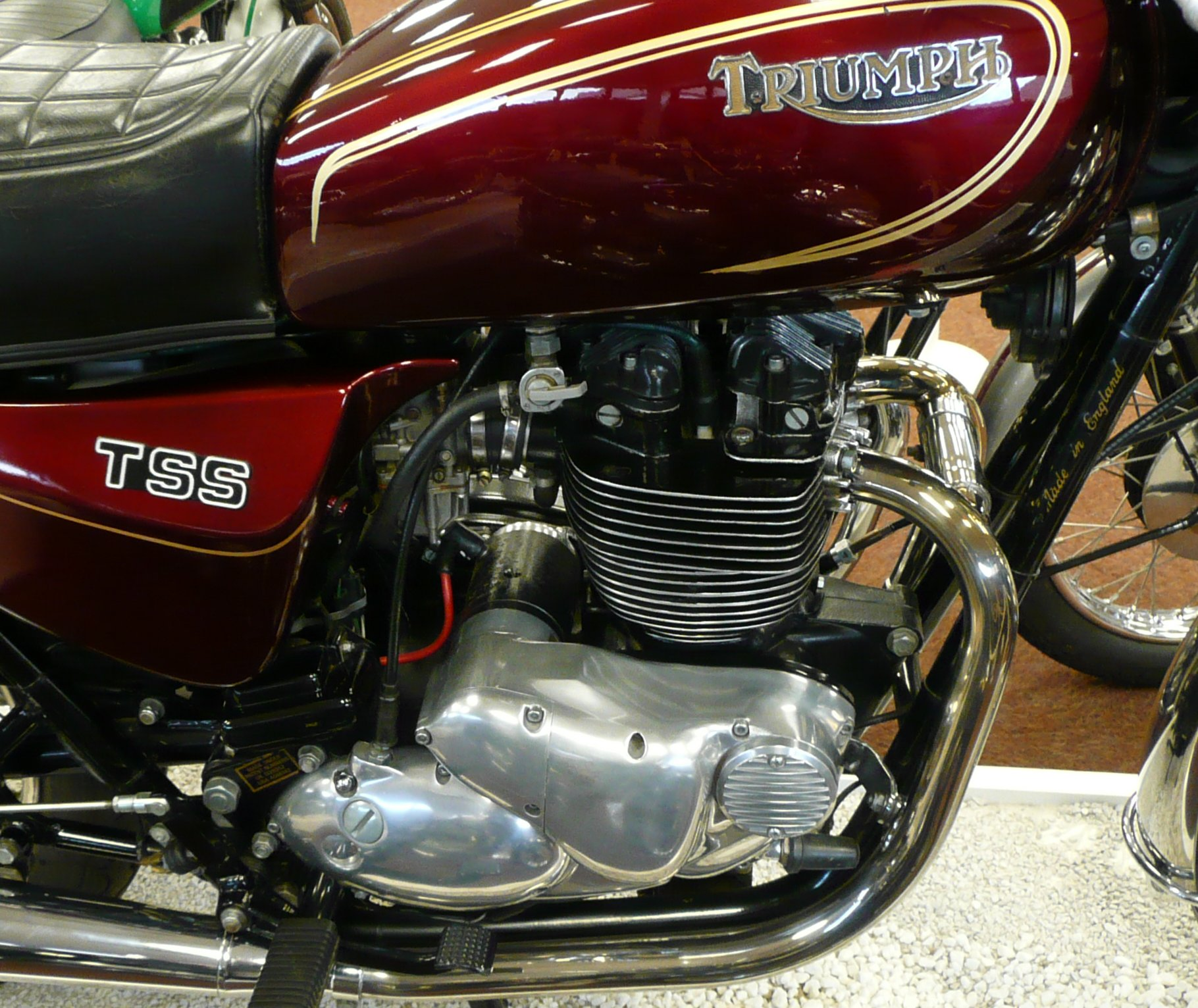
Dettaglio del motore

Progettata principalmente per il mercato statunitense, la TSS aveva una innovativa testata Weslake Engineering a con distribuzione bialbero a otto valvole, di cui quattro per cilindro. La testa rispetto alle altre Triumph dell'epoca, aveva valvole più piccole poste con un'angolazione di 30°, con i pistoni avente il cielo rifinito con degli incavi, che consentivano un rapporto di compressione di 10:1.
I modelli per il Regno Unito avevano una coppia di carburatori Amal MkII da 34 mm mentre i modelli di esportazione avevano carburatori Bing.
Lanciata sul mercato nel 1982 con di serie l'avviamento elettrico, la nuova parte superiore del motore presentava degli anelli che sigillavano la testata alla canna del cilindro. I cerchi in lega American Morris erano optional, mentre i doppi freni a disco Lockheed erano di serie così come i parafanghi in acciaio inossidabile. Le sospensioni posteriori ad aria-olio erano della Marzocchi.
Solo 112 TSS furono effettivamente esportate dalla Triumph, poiché il 26 agosto 1983 lo stabilimento di Meriden andò in liquidazione. Si stima che in totale siano stati realizzati 438 esemplari della TSS.